# Rembrandt (film, 2003)
Rembrandt är en dansk film från 2003 i regi av Jannick Johansen, efter ett manus av honom själv och Anders Thomas Jensen, och inspirerad av en verklig händelse.

## Rollista (i urval)
- Lars Brygmann som Mick
- Jakob Cedergren som Tom
- Nikolaj Coster Waldau som Kenneth
- Nicolas Bro som Jimmy
- Ole Ernst som Frank
- Gordon Kennedy som Christian
- Ulf Pilgaard som Flemming
- Søren Pilmark som Bæk
- Sonja Richter som Trine
- Paprika Steen som Charlotte
- Troels Lyby
- Thomas Waern Gabrielsson som Erik
- Nikolaj Lie Kaas som Carsten
- John Martinus som museivakt
- Søren Poppel som Allan Rocker
- Jeppe Kaas som kriminalassistent
- Anne Sofie Espersen som bartender
- Merete Nørgaard som kvinnlig fängelsebetjänt
- Søren Thomsen som äldre fängelsebetjänt
- David Bateson som stor man
- Stig Günther som stuntman för Lars Brygmann
- Janek Lesniak som stuntman för Nikolaj Coster Waldau
- Lasse Rimmer som Jeopardyvärd
- Michael Fabricius Sand som Johansen
- Lotte Mejlhede som nyhetsuppläsare